# Simón González Restrepo
Simón González Restrepo né le 24 octobre 1931 à Medellín, mort le 22 septembre 2003 à Ibidem, connu sous le nom de « Frère Simón » et "El brujo Simón", est un homme politique, premier gouverneur de l'Archipel de San Andrés, Providencia et Santa Catalina, et écrivain colombien. 

## Biographie
Fils de l'écrivain Fernando González Ochoa et Margarita Restrepo, fille de l'ancien président Carlos Eugenio Restrepo Son parrain de baptême est le président du Venezuela Juan Vicente Gómez. Doté de qualités intellectuelles extraordinaires, il étudie le génie mécanique, le génie métallurgique, le génie industriel, l'économie et la sociologie, ce qui lui permet une très large pratique professionnelle dans les secteurs publics et privés. Il est nommé directeur de l'Incolda (Institut colombien d'administration) et maire de Archipel de San Andrés, Providencia et Santa Catalina. Il se consacre à la poésie et aux sciences dites occultes,et en 1975 il organise le premier congrès mondial de la sorcellerie à Bogota. 
En 1992 il est élu premier gouverneur de l'Archipel de San Andrés, Providencia et Santa Catalina, seul dirigeant non-Raizal jusqu'à présent (Les Raizals sont un groupe ethnique de l'archipel) à occuper ce poste. En 1994 il termine son mandat et, en son honneur une sculpture représentant un barracuda car c'était le poisson préféré de l'ancien gouverneur.
Retiré de l'activité politique (en compagnie de son frère, Fernando González Restrepo, l'autre fils du philosophe colombien), il crée en 2002 la Corporation Fernando González - Otraparte. pour diffuser l'œuvre littéraire et philosophique de son père. 